# Jezioro Czarnowskie
Jezioro Czarnowskie (Stypno) – jezioro na Równinie Wełtyńskiej, na południe od wsi Stare Czarnowo w województwie zachodniopomorskim, w powiecie gryfińskim, w gminie Stare Czarnowo.
Jezioro Czarnowskie jest jedną z pozostałości dawnego wielkiego akwenu tzw. Zastoiska Pyrzyckiego zwanego Pramiedwiem. Powstało wskutek obniżenia lustra wody Pramiedwia o 2,5 m, co wywołane zostało melioracją okolic i obniżeniem wysokości grobli spiętrzającej rzekę Płonię. Miało to miejsce w drugiej połowie XVIII wieku. Przez Jezioro Czarnowskie przepływa rzeka Krzekna.